# Cirrhilabrus solorensis

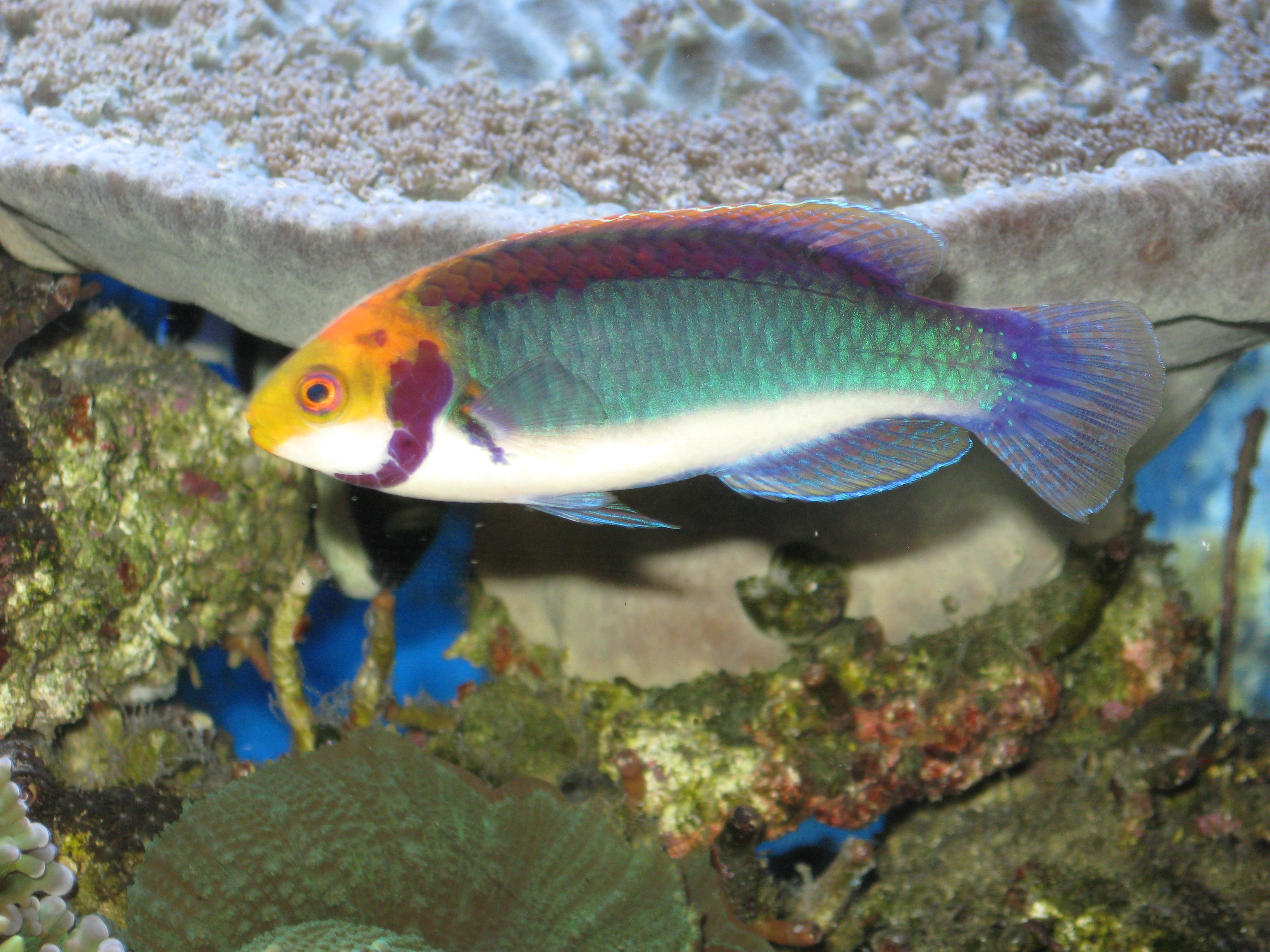
Esemplare maschile

Cirrhilabrus solorensis Bleeker, 1853 è un pesce osseo marino appartenente alla famiglia Labridae diffuso nell'oceano Pacifico occidentale. Prende il nome dall'isola di Solor (locus typicus) e fa parte di un gruppo di specie di Cirrhilabrus parzialmente simpatriche le cui relazioni tassonomiche sono poco note e irrisolte.

## Descrizione
Il corpo è allungato e leggermente compresso ai lati; la lunghezza massima registrata è di 11 cm. Gli occhi sono sempre rossi e la pinna caudale ha il margine arrotondato.
La colorazione, molto variabile anche a causa di probabili ibridazioni con altre specie di Cirrhilabrus come Cirrhilabrus aurantidorsalis e Cirrhilabrus cyanopleura, è prevalentemente blu negli esemplari maschili, con delle fasce più scure sul dorso, sull'opercolo e alla base della pinna pettorale. Queste aree più scure presentano fluorescenza rossa, caratteristica che i maschi utilizzano per riconoscersi tra di loro. La testa è di un giallo acceso, la nuca è arancione.
Le femmine tendono invece al violaceo o al rossastro, e presentano pinne pelviche meno allungate; a differenza dei maschi, il loro ventre è azzurro invece che bianco.

## Biologia

### Comportamento
Vive in gruppi formati da un solo maschio e diverse femmine; i maschi sono territoriali.

### Riproduzione
È ermafrodita proteroginico, oviparo, e non ci sono cure nei confronti delle uova.

## Distribuzione e habitat
Vive fino a 35 m di profondità nelle barriere coralline dell'Indonesia e dell'Isola di Natale, spesso su fondali ricchi di detrito.

## Conservazione
Cirrhilabrus solorensis è stato classificato come "dati insufficienti" (DD) dalla lista rossa IUCN nel 2010 a causa delle poche informazioni note sulle sue popolazioni naturali; una delle maggiori minacce conosciute è la pesca per l'acquariofilia, in alcune aree anche praticata con il cianuro.